# エクトル・ザズー
エクトル・ザズー（Hector Zazou、1948年7月11日 - 2008年9月8日）は、多作なフランスの作曲家、音楽プロデューサーで、国際的なレコーディング・アーティストと共同作業を行い、プロデュースを担当し、コラボレーションを行ってきた。1976年以来、自身のアルバムだけでなく、サンディ・ディロン、ミミ・ガイジー、バーバラ・ゴーガン、セヴァラ・ナザルハン、カルロス・ヌニェス、イタリアのグループPGR、アンネ・グレーテ・プレウス、ローレンス・リーヴェイ、サインホなど、他のアーティストのアルバムも手掛けた。

## 略歴
ザズーが初めて国際的な注目を集めたのは、ジョセフ・ラカイユとのデュオ、ZNR（ゼッデンネール）の一員としてだった。このデュオでは、2人ともエレクトリック・キーボードを演奏していた。1976年のデビュー・アルバム『バリカード 3 (トロワ)』は、「サティの影響が強く、必要最低限の要素に絞り、すべてが重要」という点で注目された。
長年のコラボレーターには、トランペット奏者のマーク・アイシャム、ギタリストのローン・ケント、チェロ奏者兼歌手のキャロライン・ラヴェル、トランペット奏者のクリスチャン・レシュヴレテル（『サハラ・ブルー』以降のザズーのアルバムすべてに参加）、クラリネット奏者兼フルート奏者のルノー・ピオン（『Les Nouvelles Polyphonies Corses』以降のザズーのアルバムすべてに参加）、ドラマーのビル・リーフリン、そして日本のレコーディング・アーティストの坂本龍一などがいる。
彼のディスコグラフィは、異文化コラボレーションへの親和性を示しており、伝統的な素材の再録音に現代的なテクニックとサウンドを取り入れている。ピーター・ガブリエルのアルバム『パッション - 最後の誘惑 オリジナル・サウンドトラック』の影響を受け、自身のアルバム『Les Nouvelles Polyphonies Corses』で音楽の両極性（伝統と現代、エレクトロニックとアコースティック）を融合させた。
1983年の画期的なアルバム『黒 白 (Noir et blanc)』（コンゴの歌手ボニー・ビカエとレコーディング）は、国際的に大きな注目を集め、アフリカ音楽とエレクトロニック音楽を融合させた最も初期かつ最も印象的な実験の1つとして広く知られている。
ザズーは、1980年代の仕事をスタジオでの修行の時期とみなしていた。1986年のアルバム『Reivax au Bongo』では、クラシック・ボーカルとエレクトロニック・バックドロップを融合する実験を行った。1989年のアルバム『ジオロジーズ』では、エレクトロニック・ミュージックと弦楽四重奏を組み合わせた。
1990年代以降に彼が自分の名前でリリースしたアルバムは、通常、文学や民俗音楽から引用し、特定のテーマを中心に展開するコンセプト・アルバムである。各アルバムの曲集には、ポップス、フォーク、ワールドミュージック、アバンギャルド、クラシックのレコーディング・アーティストなど、多様でグローバルなアーティストが参加している。
ザズーの1992年の作品『サハラ・ブルー』は、ジャック・パスキエのアイデアに基づいている。パスキエは、作家アルチュール・ランボーの死後100周年を記念して、ランボーの詩に曲をつけることをザズーに提案した。ジェラール・ドパルデュー、ドミニク・ダルカンのスポークン・ワード、デッド・カン・ダンスのブレンダン・ペリーとリサ・ジェラード、ティム・シムノン、デヴィッド・シルヴィアンの音楽が参加。エチオピアの伝統歌もアレンジした。
1994年、彼はアルバム『コールド・シー (Chansons des mers froides)』（英語圏では『Songs from the Cold Seas』）をリリース。このアルバムは、カナダ、フィンランド、アイスランド、日本など北の国々の海をテーマにした伝統的な民謡をベースにしている。ビョーク、スザンヌ・ヴェガ、ジョン・ケイル、ヴァルティナ、ジェーン・シベリー、スージー・スーなどのポップスやロックのアーティストたちによるボーカルに加え、アイヌ、ナナイ、イヌイット、ヤクート族の歌い手によるシャーマニズムの呪文や子守唄の録音も収録されている。ミュージシャンにはマーク・アイシャム、ブレンダン・ペリー、バッジー、バラネスク・カルテットなどがいる。このプロジェクトにはカメラマンが同行し、アラスカ、カナダ、グリーンランド、日本、スカンディナヴィア、シベリアで撮影と録音が行われた。シングル「The Long Voyage」は、ザズーがオリジナル曲として作曲した唯一の曲である。彼は、完全な芸術的自由を与えてくれたレコード会社ソニーへの感謝の気持ちを込めてこの曲を書いた。スザンヌ・ヴェガとジョン・ケイルが演奏し、1995年にシングルとしてリリースされた。このシングルには、マッド・プロフェッサーとザズー自身によるリミックスが収録されている。
1998年のアルバム『ライツ・イン・ザ・ダーク』では、アイルランドの歌手が歌う古代ケルト音楽が披露された。
ザズーが2000年にサンディ・ディロンと共同制作したアルバム『12 (Las Vegas Is Cursed)』は、経済的にも批評的にも失敗作とみなされた。CD『Strong Currents』に付属する冊子『Sonora Portraits 2』の中で、ザズーは『12 (Las Vegas Is Cursed)』が彼の最も手の込んだアルバムだと述べている。彼はそれをブラック・ユーモアの作品と表現し、アルバムのインストゥルメンタル曲「Sombre」を彼の最高傑作の1つとみなしている。
『Strong Currents』は、2003年にリリースされ、ローリー・アンダーソン、メラニー・ガブリエル、ロリ・カーソン、リサ・ゲルマーノ、イレーネ・グランディ、ニーナ・ハインズ、ジェーン・バーキン、キャロライン・ラヴェルを含む女性ボーカル・キャストをフィーチャーしている。ミュージシャンには坂本龍一、デニス・レイ、ビル・リーフリン、アーキア・ストリングスがいた。アルバムの完成には6年かかった。
2004年、ザズーは、『Strong Currents』に参加した演奏者や女性ボーカリストの多くと、男性ボーカリストのフランス人歌手エド1名を含む、コンパニオンCDのような『L'absence』をリリースした。
ザズーは、スロウ・ミュージックという音楽集団のメンバーを務めた。メンバーには、ギターのロバート・フリップとピーター・バック、ベースのフレッド・シャルノー、ドラムのマット・チェンバレン、そしてキーボードとパーカッションのビル・リーフリンも在籍していた。彼はグループの音楽に電子楽器を提供した。同時に、カール・テオドア・ドライヤーの無声映画『裁かるるジャンヌ』のサウンドトラックや、2006年にCDとしてリリースされたマルチメディア・コラボレーション『Quadri+Chromies』など、他の作品でも電子音楽を探求していた。
ザズーの最後のプロジェクトは、ミュージック・オペレーターのインタラクティブ・マルチメディア・ウェブサイトで記録されており、バックグラウンドで彼の音楽が流れる中、彼のコラボレーションがグラフィックで記録されている。2008年1月、エクトル・ザズーは「元祖ライオット・ガール」の1人であるケイティ・ジェーン・ガーサイド、ビル・リーフリン、ローン・ケント、ニュージャズのトランペット奏者ニルス・ペッター・モルヴェルをフィーチャーしたアルバム『Corps électriques』をリリースした。
彼が手がけた最後のプロジェクトは、クラムド・ディスクのアルバム『In the House of Mirrors』で、このアルバムでは、テリー・ライリーやフリップ&イーノが1970年代に制作した音楽に敬意を表して、微妙に再加工したアジアの古典音楽に新たな解釈を加えている。『In the House of Mirrors』は、インドとウズベキスタンの4人の優れた楽器奏者と、ディエゴ・アマドールやニルス・ペッター・モルヴェルなどのゲストとのコラボレーションにより、ムンバイで録音された。このアルバムは、2008年9月に彼が亡くなるわずか数週間後にリリースされた。

## ディスコグラフィ

### リーダー・アルバム
- La perversita (1979年、Scopa Invisible)
- 『黒 白』 - Noir et blanc (1983年、Crammed) ※with ビカエ、CY1
- 『地理学』 - Géographies (1984年、Crammed) ※Made to Measure Vol.5
- Mr. Manager (1985年、Crammed/Pow Wow) ※with ビカエ
- Reivax au Bongo (1985年、Crammed) ※Made to Measure Vol.2
- 『ギルティ!』 - Guilty! (1988年、Crammed) ※with ビカエ
- 『ジオロジーズ』 - Géologies (1989年、Crammed) ※Made to Measure Vol.20
- 『サハラ・ブルー』 - Sahara Blue (1992年、Crammed) ※ランボー没後100年追悼アルバム
  - リード・ボーカリスト : サミー・バーンバック、リシャール・ボーランジェ、ジョン・ケイル、ドミニク・ダルカン、スーザン・デイヒム、デッド・カン・ダンスのリサ・ジェラルドとブレンダン・ペリー、ジェラール・ドパルデュー、アンネリ・ドレッカー、バーバラ・ゴーガン、ハレド、ケテマ・メコン、マルカ・シュピーゲル、デヴィッド・シルヴィアン（ミスターX名義）
  - 参加ミュージシャン : ケント・コンドン、藤井ユカ、ケンジ・ジャマー、ヴィンセント・ケニス、ナビル・カリディ、ビル・ラズウェル、クリスチャン・レシュヴレテル、キース・ルブラン、ライトウェイヴ、ジル・マルタン、デニス・ムーラン、ルノー・ピオン、坂本龍一、スティーヴ・シェハン、ガイ・シグスワース、ティム・シムノン、エリザベス・ヴァレッティ、ダニエル・イヴィネック、ミスターX
- 『コールド・シー』 - Chansons des mers froides / Songs from the Cold Seas (1994年、Columbia)
  - リード・ボーカリスト : ビョーク、ジョン・ケイル、加藤登紀子、リウドミラ・カンディ、キラブク&ヌーヴェヤ、キャサリン＝アン・マクフィー、ヴィンメ・サーリ、ジェーン・シベリー、スージー・スー、ヴァルティナ、スザンヌ・ヴェガ、レーナ・ヴィッレマルク
  - 参加ミュージシャン : 北海道アイヌ舞踊団、バラネスク・カルテット、バッジー、チョットグトゥゲレレ・チャルチン、バーバラ・ゴーガン、マーク・アイシャム、ライトウェーブ、サルゴ・マイアナガチェヴァ、デムニーヌ・ンガムトフソヴォ、ブレンダン・ペリー、マーク・リボー、サハリン・パーカッション・グループ、佐薙のり子、シシムット・ダンス・ドラマーズ、アンジェリン・ティトット
- 『グリフ』 - Glyph (1995年、Crammed/MTM 37) ※with ハロルド・バッド
- 『ライツ・イン・ザ・ダーク』 - Lights in the Dark (1998年、Warner Music France)
  - リード・ボーカリスト : ブレダ・メイヨック、ケイティ・マクマホン、ラサイフィオナ・ニ・チョナオラ
  - 参加ミュージシャン : ピエール・ダカン、ジョン・B.、リチャード・ブーロー、アンドレ・コンポステル、ケント・コンドン、フランソワーズ・ドゥボー、パパ・ダジャベート、ピーター・ガブリエル、マーク・アイシャム、キャロライン・ラベル、リュシー・ド・リジュー、ジェルマン・ド・ロワン、デニ・マクアードル、ディディエ・マレルブ、クリステン・ノゲス、カルロス・ヌニェス、ブレンダン・ペリー、ホッサム・ラムゼイ、ミンナ・ラスキネン、ティエリー・ロビン、坂本龍一、佐薙のり子、サイラップ（合唱団）、イヴァン・チェカイン、ウィルトシャー・ソウルズ、ダニエル・イヴィネック
- 12 (Las Vegas Is Cursed) (2000年、Crammed/First World) ※with サンディ・ディロン
- Strong Currents (2003年、Materiali Sonori)
  - リード・ボーカル : ローリー・アンダーソン、ジェーン・バーキン、ロリ・カーソン、メラニー・ガブリエル、リサ・ゲルマーノ、イレーネ・グランディ、ニコラ・ヒッチコック、ニーナ・ハインズ、キャロライン・ラヴェル、サラ・ジェーン・モリス、キャサリン・ラッセル、エマ・ストウ
  - 参加ミュージシャン : アーキア・ストリングス、ステファノ・ボラーニ、ピエール・シャゼ、マティアス・デミエ、ローン・ケント、カルロス・ヌニェス、ルノー・ピオン、デニス・レア、ビル・リーフリン、坂本龍一
- L'absence (2004年、Taktic)
  - リード・ボーカル : アーシア・アルジェント、カトリーナ・ベックフォード、ルクレツィア・フォン・ベルガー、エド、ニコラ・ヒッチコック、キャロライン・ラヴェル、ローレンス・レヴィ、エマ・ストウ
- Quadri+Chromies (2006年、Materiali Sonori/Taktic) ※with Bernard Caillaud
- Corps électriques (2008年、Signature) ※with ケイティ・ジェーン・ガーサイド
  - 参加ミュージシャン : ビル・リーフリン、ローン・ケント、ニルス・ペッター・モルヴェル
- In the House of Mirrors (2008年、Crammed) ※with Swara
- Oriental Night Fever (2010年、published by Materiali Sonori and licensed by Naïve Records) ※with Barbara Eramo、Stefano Saletti
- The Arch (2011年、Elen Music) ※with Eva Quartet

### EP & シングル
- Malimba (1983年、Crammed) ※12インチ・シングル with パパ・ウェンバ
- 『ム・パシ・ヤ・ム・パンバ』 - M'Pasi Ya M'Pamba (1984年、Crammed) ※12インチ・シングル with ビカエ、CY1
- Mr. Manager (1985年、Crammed) ※7&12インチ・シングル with ビカエ
- Guilty! / Na Kenda (1988年、Crammed) ※12インチ・シングル with ビカエ
- Get Back (Longwa) (1990年、SSR/Crammed) ※12インチ・シングル with ビカエ
- "I'll Strangle You" (1992年、Crammed) ※featuring アンネリ・ドレッカー、ジェラール・ドパルデュー
- "Sahara Blue (Trois inédits)" (1992年、Columbia) ※featuring 坂本龍一、バーバラ・ゴーガン、スティーヴン・ブラウン (タキシードムーン)
- "The Long Voyage" (1995年、Columbia) ※featuring ジョン・ケイル、スザンヌ・ヴェガ
- Glyph Remixes (1996年、SSR/Crammed) ※12インチ・シングル with ハロルド・バッド、リミックス by ハーバート、Phume、The Solid Doctor

### 映画サウンドトラック
- Pygmées (1986年) ※レイモンド・アダム監督
- Driving Me Crazy (1988年) ※ニック・ブルームフィールド監督
- Der lange Schatten der Melancholie (1994年) ※スーザン・フルーンド監督
- Enquête sur le monde invisible (2002年) ※ジャン＝ミシェル・ルー監督
- Djanta (2007年) ※タッセル・ウエドラオゴ監督

### ZNR（ゼッデンネール）
- 『バリカード 3 (トロワ)』 - Barricades 3 (1976年、Isadora)
- 『一般機械学概論』 - Traité de mécanique populaire (1978年、Scopa Invisible)

### スロウ・ミュージック（Slow Music Project）
- Live At The Croc 19 Oct 2005 (2005年)
- May 6, 2006 - The Showbox, Seattle, WA (2008年、DGMLive.com)
- May 05, 2006 Aladdin Theater, Portland, OR (2008年、DGMLive.com)
- May 09, 2006 - Great American Music Hall, San Francisco, CA (2008年、DGMLive.com)
- The Coach House, San Juan Capistrano, CA - May 12, 2006 (2009年、DGMLive.com)

### 参加アルバム
- Les Nouvelles Polyphonies Corses with Hector Zazou : Les Nouvelles Polyphonies Corses (1991年、Phonogram France)
- Various Artists : Nunc Musics (1991年、Taktic) ※コンピレーション。2曲に参加
- サインホ : Out of Tuva (1993年、Crammed)
- Penta Leslee Swanson : Sorrow and Solitude (1994年、ErdenKlang)
- Barbara Gogan with Hector Zazou : Made on Earth (1997年、Crammed)
- Mimi : Soak (1998年、Luaka Bop) ※4曲をプロデュース
- Carlos Núñez : Os amores libres (1999年、BMG)
- Laurence Revey : Le creux des fées (1999年、Naïve)
- Arlo Bigazzi / Claudio Chianura / Lance Henson : Drop 6 — The Wolf and the Moon (2001年、Materiali Sonori) ※コンピレーション。「The Abandoned Piano (War Version)」 by ザズー with ウィリアム・オービット
- アンネ・グレーテ・プレウス : Alfabet (2001年、WEA) ※2曲をプロデュース
- PGR : Per grazia ricevuta (2002年、Mercury)
- セヴァラ・ナザルハン : Yol Bolsin (2003年、Real World)